# Brusturoasa
Brusturoasa è un comune della Romania di 3 531 abitanti, ubicato nel distretto di Bacău, nella regione storica della Moldavia.
Il comune è formato dall'unione di 6 villaggi: Brusturoasa, Buruieniș, Buruienișu De Sus, Camenca, Cuchiniș, Hinganești.